# 迎日冷水碑
迎日冷水碑（ヨンニル・ネンスひ、영일냉수비）とは、1989年に大韓民国慶尚北道迎日郡（当時。1995年に浦項市と合併）神光面冷水里で発見された、6世紀初頭の新羅智証麻立干時代の碑石。耕作中に偶然に発見されたもので、碑石は横70センチメートル、高さ60センチメートル、幅30センチメートルの台形状であり、前面・後面・上面にわたり231文字が刻まれる。503年の銘をもつ新羅最古の古碑として、大韓民国の国宝第264号（迎日冷水里新羅碑）に指定された。

## 碑文の解釈
発見地付近の「珍而麻村」における財物の所有権をめぐっての紛争を斯羅（新羅）の中央官僚7人が調停したことと、その調停の後に牛を犠牲にして天に報告する儀式を行ったことを記している。ここに見られる「至都盧葛文王」が智証麻立干であり、「癸未」年が王の4年（503年）にあたることが確実視されている。『三国史記』新羅本紀・智証麻立干4年10月条にあるように、智証麻立干の時代に国号と王号を定めて新羅王としたとされているが、固有王号の「麻立干」から一気に「王」へと移行したわけではなく、その間で「葛文王」という号が用いられていたことが窺える。
碑文の表現は純粋の中国漢文とは言えず、蔚珍鳳坪碑と同じように新羅語固有の文法に制約されている表記が認められるという。